# Carlo z Motrone
Carlo z Motrone (světským jménem: Giusto Grotta; 14. února 1690, Motrone – 28. dubna 1763, Viterbo) byl italský římskokatolický duchovní a člen Řádu menších bratří kapucínů.

## Život
Narodil se 14. února 1690 v Motrone.
Dne 7. listopadu 1709 vstoupil do řádu kapucínů ve Viterbu. Teologii a filozofii studoval v Bagnoregiu a Římě. Roku 1718 byl vysvěcen na kněze. Jeho přáním bylo odejit jako misionář do Konga, což mu nebylo umožněno, proto se stal horlivým kazatelem.
Od roku 1724 byl vojenským kaplanem na pontifikálních galérách doku Civitavecchia, kde působil do roku 1726. Následně se stal kvardiánem konventů v Gallese a od roku 1733 ve Farnese.
Jako misionář působil na územích Abruzzo, Marche, Umbrie a Toskánska. Získal status vedoucího misie.
Zemřel 18. dubna 1763 ve Viterbu. Pohřben byl v kapucínském kostele San Paolo.

## Proces svatořečení
Proces byl zahájen 23. února 1782 v diecézi Viterbo.